# Chimborazo (provincie)
Chimborazo is een provincie in het midden van Ecuador. De hoofdstad van de provincie is Riobamba. In de provincie ligt de berg Chimborazo. 
De oppervlakte van de provincie is 6470 km². Naar schatting zijn er 515.417 inwoners in 2018.

## Kantons
De provincie is bestuurlijk onderverdeeld in tien kantons. Achter elk kanton wordt de hoofdplaats genoemd.
| Nr. | Kanton     | Inwoners | Oppervlakte | Hoofdplaats    | Inwoners |
| --- | ---------- | -------- | ----------- | -------------- | -------- |
| 1   | Alausí     | 37.275   | 1.614 km²   | Alausí         | 6.071    |
| 2   | Chambo     | 13.431   | 168 km²     | Chambo         | 5.462    |
| 3   | Chunchi    | 10.635   | 270 km²     | Chunchi        | 3.799    |
| 4   | Colta      | 30.468   | 820 km²     | Villa la Unión | 2.785    |
| 5   | Cumandá    | 16.602   | 169 km²     | Cumandá        | 11.442   |
| 6   | Guamote    | 35.769   | 1.216 km²   | Guamote        | 3.076    |
| 7   | Guano      | 48.327   | 480 km²     | Guano          | 9.136    |
| 8   | Pallatanga | 11.796   | 385 km²     | Pallatanga     | 4.266    |
| 9   | Penipe     | 6.748    | 375 km²     | Penipe         | 1.417    |
| 10  | Riobamba   | 260.882  | 777 km²     | Riobamba       | 177.213  |

| Detailkaart |
| ----------- |
|             |
| Kantons     |